# 早田英興
早田 英興（そうだ ひでおき、生没年不詳）は、江戸時代後期の製瓦業者。通称は卯太夫。

## 経歴
佐賀藩御用達の製瓦業を営む早田卯十の子として生まれる。早田家は、戦国時代の龍造寺家の旧臣の家柄であったが、鍋島家の藩政になってから下級武士に甘んじていた。しかし、副業で始めた製瓦業が当たり、藩の御用達となって繁栄を極めた。工房は現在の佐賀市久保泉町にあった。
英興は、佐賀藩第10代藩主鍋島直正により召し出され、佐賀城再建にあたって、城内に新築する館の瓦を製作するよう命じられた。その際、新築された「鯱の門」（国の重要文化財）の瓦は、英興が製作、納入したものである。その他にも、英興の製作による瓦、父卯十の製作による瓦が数点、佐賀城の遺構から出土している。
英興の跡は、長男卯吉が継いだが、明治時代の初頭に廃業し、製粉、製麺業などを営んだ。

## 子孫
英興の長男卯吉の四女は、佐賀藩士石井探玄に嫁いでいる。探玄の孫には成富政一陸軍大佐、石井利雄海軍中尉、龍泰寺（佐賀市）の佐々木雄堂住職らがいる。